# Qingdao Airlines
青岛航空
Qingdao Airlines est une compagnie aérienne chinoise basée à Qingdao, et assure ses vols depuis l'aéroport international de Qingdao-Jiaodong.

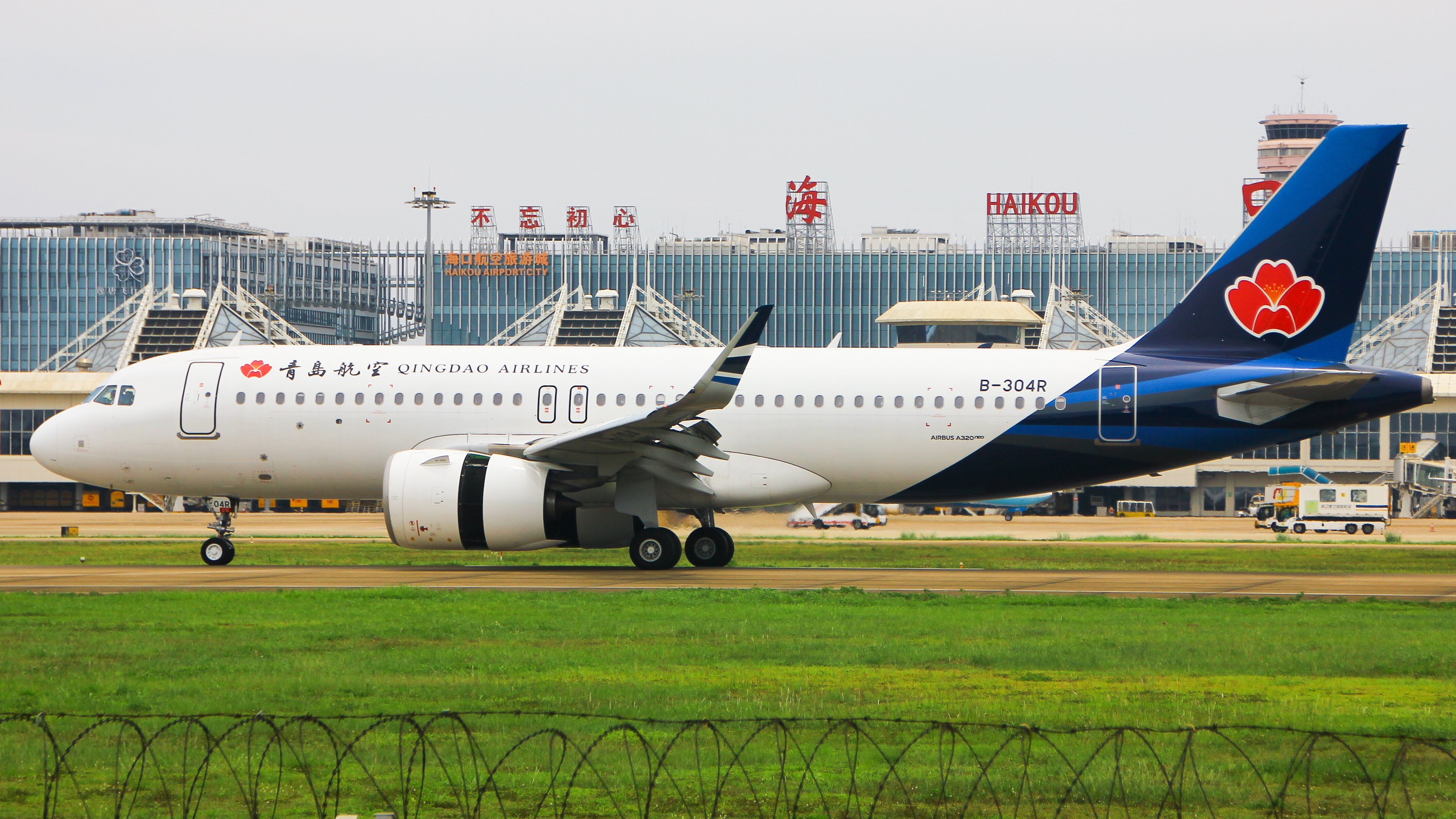
Airbus A320neo de Qingdao Airlines à l'aéroport Haikou Meilan

## Histoire
Elle a commencé ses activités en avril 2014.

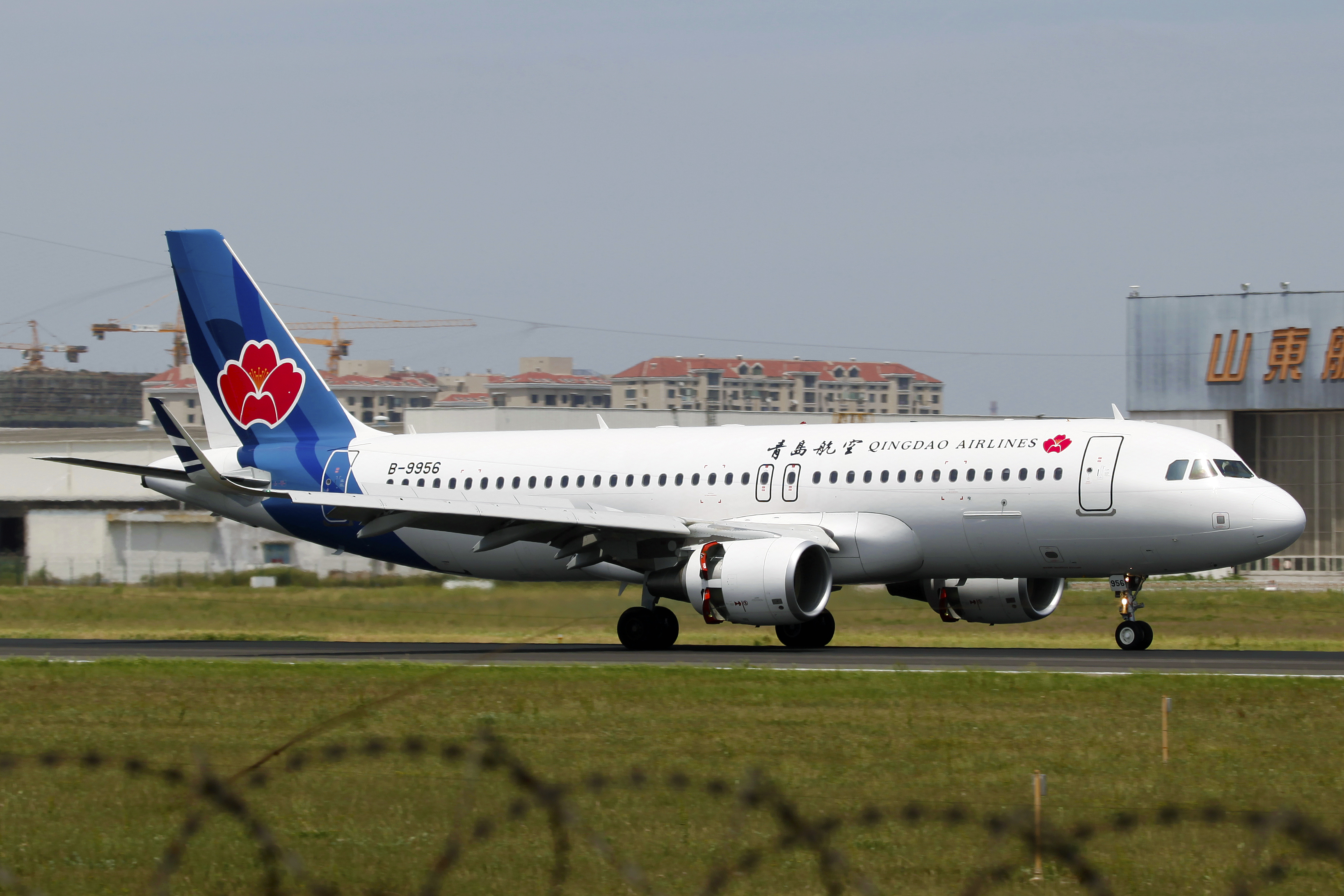
Un Airbus A320-214 de la compagnie à l'aéroport de Qingdao Liuting

## Flotte
Au mois de janvier 2025, la flotte de Qingdao Airlines est composée de: 
| Appareils      | En Service | Commandes | Passagers | Passagers | Passagers | Notes |
| Appareils      | En Service | Commandes | J         | Y         | Total     | Notes |
| -------------- | ---------- | --------- | --------- | --------- | --------- | ----- |
| Airbus A320    | 14         | —         | 8         | 150       | 158       |       |
| Airbus A320neo | 22         | —         | —         | 180       | 180       |       |
| Airbus A321neo | 2          | —         | 8         | 199       | 207       |       |
| Total          | 38         | 0         |           |           |           |       |